# 美國水兵潛艇學校
美國水兵潛艇學校（英語：Basic Enlisted Submarine School，缩写为）為美國海軍新進水兵的潛艇訓練學校。學校位於美國康乃狄克州新倫敦縣格羅頓之新倫敦海軍潛艇基地內。潛艇學校課程訓練期為八周的基礎理論、潛艇架構，及核動力潛艇的操作等之科目。這些課程內容包含潛艇官兵組織的指揮運作指示，潛艇安全及逃生程序等部分。。在2015年之前課程僅對男性水兵開放，而且需要通過體能測試及心智篩選。不過於2015年之後，美國水兵潛艇學校開放招收潛艇女水兵，招收學員亦包括希望通過為期兩個月潛艇水兵訓練計劃的目前非潛艇水兵。

## 高風險性訓練
美國海軍的水兵潛艇學校在新倫敦基地設計有三部分的高風險性訓練課程，而這些課程是以隨機程序來進行教學訓練的。八周課程大綱如下：
- 滅火訓練 - 學員需接受不同的潛艇艙內及艙外之滅火訓練，且需會在潛艇艙內操作特殊的滅火裝備。
- 損害控管 - 學員需學習及時在艙體被水淹滿之前對艙體的破損快速進行補漏及強化艙體，與封堵修補管線的破裂損害。
- 潛艇逃生 - 學員需實務操作需學習如何成功的從一在40英尺（12.2公尺）水深之喪失運作功能的潛艇進行逃生程序。[4]

## 參閱
- 伐氏操作（英语：Valsalva maneuver）(持續閉氣用力)
- 陣發性室上性心搏過速
- 潛水艇逃生設備（英语：Submarine Escape Immersion Equipment）(SEIE/潛艇逃生器)
- 加壓潛艇逃生培訓(pressurized submarine escape training/PSET)
- 美國海軍核反應堆（英语：United States naval reactors）
- 美國海軍核動力學校（英语：Nuclear Power School）
- 美國海軍試飛員學校
- 美國海軍後勤學校（英语：Navy Supply Corps School (Athens, Georgia)）
- 中国人民解放军海军潜艇学院
- 美國海軍潛艇學校(Naval Submarine School (NSS))
- 潛艇逃生浸沒設備（英语：Submarine Escape Immersion Equipment）
- 潛艇救援潛水再壓縮系統（英语：Submarine Rescue Diving Recompression System）
- 潛水鐘
- 飽和潛水
- S3G反應堆（英语：S3G reactor）
- 氣瓶
- 英國皇家海軍潛艇艦隊（英语：Royal Navy Submarine Service）

## 外部連結
- Naval submarine school （页面存档备份，存于）

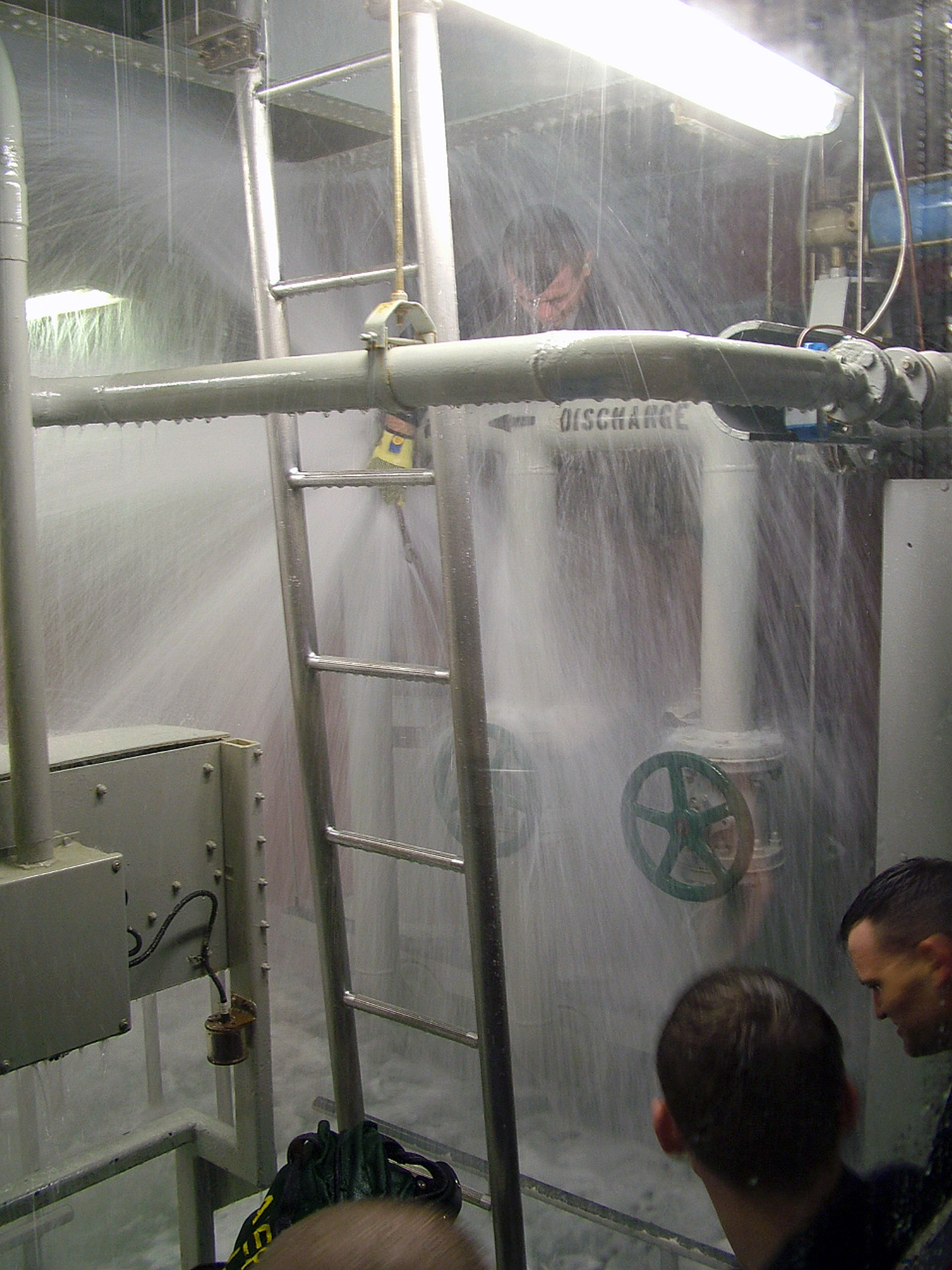
一位學員在新倫敦海軍潛艇基地內之美國水兵潛艇學校損害空管漏水訓練課程上修護模擬引擎室的漏水

- Dual Graduations of Basic Enlisted Submarine School-Naval Submarine School
- Basic Enlisted Submarine School (BESS) （页面存档备份，存于）
- Navy Basic Enlisted Submarine School
- YouTube上的Sub Escape Trainer(潛艇逃生培訓)
- YouTube上的Test That Unlocks Life Beneath The Waves For Submariners (潛艇逃生培訓)
- 深海浩劫下，水兵逃生與救援的考驗 （页面存档备份，存于）